# Leandra pulchra
Leandra pulchra är en tvåhjärtbladig växtart som först beskrevs av Adelbert von Chamisso och Asa Gray, och fick sitt nu gällande namn av Célestin Alfred Cogniaux. Leandra pulchra ingår i släktet Leandra och familjen Melastomataceae. Inga underarter finns listade i Catalogue of Life.